# William FitzMartin

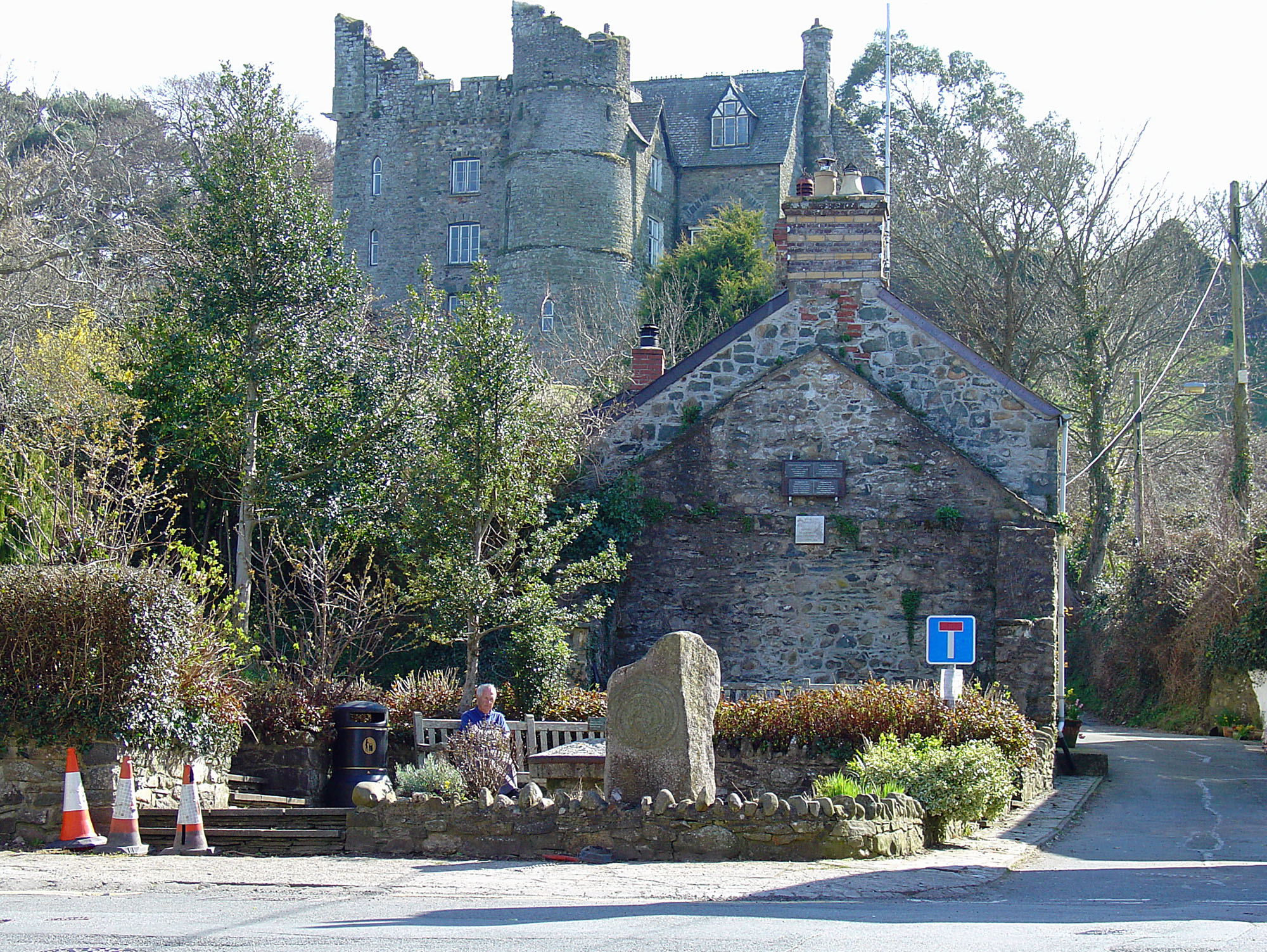
Die von William FitzMartin begonnene Burg von Newport in Pembrokeshire

William FitzMartin (* um 1155; † um 1209) war ein anglonormannischer Adliger.
Er war ein Sohn des in Südwestengland begüterten Robert FitzMartin und dessen zweiten Frau Alice de Nonant, einer Tochter von Roger de Nonant. Sein Vater hatte um 1108 im Zuge der anglonormannischen Eroberung von Pembrokeshire die Baronie Cemais im walisischen Ceredigion erobert und dort Nevern Castle errichtet. Durch die Niederlage in der Schlacht von Crug Mawr hatte er jedoch Cemais 1136 wieder an die Waliser verloren. Nach dem Tod seines Vaters 1159 erbte der junge William die Besitzungen in Südwestengland, darunter Dartington Hall in Devon. Durch den Ausgleich von Rhys ap Gruffydd, des Herrschers von Deheubarth mit dem englischen König Heinrich II. erhielt William 1171 die Baronie Cemais und Nevern Castle zurück, und er heiratete Angharad, eine Tochter von Rhys ap Gruffydd. Vermutlich ließ er Nevern Castle als steinerne Festung ausbauen, doch als er sich vermutlich auf dem Dritten Kreuzzug befand, eroberte sein Schwiegervater die Burg. Während der Erbfolgekriege nach dem Tod seines Schwiegervaters 1197 konnte William bis 1204 Cemais zurückerobern und errichtete anstelle des zerstörten Nevern Castle 4 km westlich Newport Castle als neue Burg an der Mündung des Nefern River in die Newport Bay.

## Familie und Nachkommen
Aus der Ehe mit Angharad hatte er einen Sohn, William (* 1185; † um 1215). Seine Besitzungen Dartington und Newport blieben bis 1325 im Besitz der Familie FitzMartin und fielen dann durch Heirat an die Familie Audley.